# Wii
Wii (udtales som det engelske stedord we (vi)) er den femte videospilkonsol udgivet af Nintendo. Konsollen er den direkte efterfølger til Nintendo GameCube. Nintendo mener, at deres konsol rammer bredere demografisk, end Microsofts Xbox 360, og Sonys PlayStation 3 gør. Wii tilhører spillekonsollernes syvende generation, som er den gruppe af spillekonsoller som er udgivet fra år 2004 – 2012. Her konkurrerer den imod PS3 og Xbox 360 som begge ligeledes tilhører spillekonsollernes syvende generation.
Et særligt kendetegn ved konsollen er dens trådløse kontroller, Wii Remote, der kan bruges som et håndholdt pegeredskab samt opfange bevægelser i tre dimensioner. En anden ting er WiiConnect24, som gør den i stand til at modtage beskeder samt opdatere ved hjælp af internettet, mens den står i standbytilstand.
Nintendo omtalte først konsollen på E3-messens pressekonference i 2004 og afslørede på samme messe et år senere, at der ville komme en prototype. Denne prototype blev afsløret af Satoru Iwata på ”Tokyo Game Show-festivalen” i september 2005. På E3-messen i 2006, vandt konsollen den første af flere priser. Den 8. december 2006 var den udkommet på fire nøglemarkeder. Financial Times rapporterede den 12. september 2007, at Wii konsollen førte salget for dens generation (syvende generation af spillekonsoller), baseret på salgstal fra Enterbrain, NPD Group, og GfK.

## Historie
Idéen til konsollen blev skabt i 2001, da Nintendo GameCube først blev udgivet. Ifølge et interview med Nintendos spildesigner Shigeru Miyamoto, indeholdt konceptet en idé om at fokusere på en ny form for spilunderholdning. "Der var enighed om, at kraften ikke er alting i en spillekonsol". For mange kraftfyldte konsoller kan ikke være på markedet på samme tid. Det svarer til f.eks. kun at have vilde dinosaurer. De kæmper imod hinanden og fremskynder derved deres egen udryddelse."
To år senere, var teknikere og designere samlet for at udvikle konceptet yderligere. I 2005 havde kontrollerens grænseflade taget form, men en offentlig fremvisning på dette års E3-messe blev trukket tilbage. Miyamoto meddelte at "[W]e(vi)/Wii havde nogle vanskeligheder der skulle ordnes. Så vi besluttede ikke at afsløre kontrollerne, og i stedet kun konsollen." I september, til Tokyo Game Show, afslørede og demonstrerede Nintendos præsident Satoru Iwata den nye kontroller, som fik navnet Wii Remote.
Nintendo DS siges at have påvirket Wii-konsollens design. Designeren Ken'ichiro Ashida har udtalt, at "Vi havde DS'en i tankerne mens vi arbejdede på Wii. Vi overvejede at kopiere DS'ens touchpad-grænseflade, og kom endda med en prototype." Ideen blev til sidst afvist, fordi vi mente, at de to spillesystemer ville blive identiske. Miyamote udtrykte også at, "Hvis DS'en var blevet en fiasko, havde vi nok trukket Wii tilbage på tegnebordet."

### Navn
Konsollen gik under kodenavnet "Revolution" indtil den 27. april 2006, umiddelbart før E3-messen. Ifølge Nintendos
stilguide, er navnet "kun Wii, og ikke Nintendo Wii". Dette betyder, at det er den første spillekonsol Nintendo har solgt uden for Japan, uden at have firmaets mærke på. Selvom "Wii'er" er den sædvanlige bøjning af "Wii" i flertal, har Nintendo fastslået at den officielle flertalsbøjning er "Wii-systemer" eller "Wii-konsoller." Nintendos stavning af "Wii" med to små "i"er, skal symbolisere to mennesker ved siden af hinanden, der spiller sammen, ligesom det også skal vise Wii-Remoten og Nunchuken. Firmaet har givet mange grunde for dette valg, siden annonceringen; men den mest kendte er:
| „ | Wii lyder som "we" (vi), hvilket understreger at konsollen er for alle. Wii kan let huskes af folk rundt om i verden, lige meget hvilket sprog de taler. Ingen forvirring. Ingen grund til forkortelse. Bare Wii. | “ |

Trods Nintendos retfærdiggørelse af navnet, reagerede nogle spiludviklere og medlemmer af pressen negativt på navneændringen. De foretrak "Revolution" frem for "Wii," og udtrykte frygt for "at navnet ville føre en fornemmelse af barnagtighed over konsollen." BBC rapporterede, dagen efter at navnet var annonceret, at "en lang liste med barnagtige vittigheder, baseret på navnet," var lagt ud på internettet. Nintendos amerikanske afdelings præsident, Reggie Fils-Aime anerkendte den første reaktion, og forklarede senere ændringen af navnet:
| „ | Revolution som navn er ikke ideelt; det er langt, og i nogle kulturer er det svært at udtale. Så vi ville have noget der var kort, lige til sagen, let at udtale og specielt. Det er sådan "Wii" navnet blev skabt. | “ |

Nintendos amerikanske afdelings vicepræsident for virksomhedssager, Perrin Kaplan, forsvarede valget af "Wii" frem for "Revolution" og besvarede kritikken af navnet i starten, "Lev med det, sov med det, spis med det, brug det, og forhåbentlig vil De komme frem til det samme valg."

### Lancering
Den 14. september 2006 annoncerede Nintendo udgivelsesinformationer for Amerika, Japan, Europa, og Oceanien, inklusiv udgivelsesdatoer, priser, og planlagt distributionstal. Der blev annonceret, at flertallet af 2006-sendingerne ville blive sendt til Amerika, og at 33 titler ville være tilgængeligt i 2006. England led under så stor mangel på konsoller, at mange gadebutikker og internetbutikker, var ude af stand til at levere alle de modtagne forudbestillinger, da konsollen blev udgivet den 8. december 2006. Nogle engelske butikker havde stadig mangel på konsoller i marts 2007, og forlangte stadig udefrakomne leveringer fra USA i juni 2007. Konsollen "blev også udsolgt næsten ligeså snart den kom på butikshylderne" i Canada i april 2008.
Wii blev udgivet i Sydkorea den 26. april 2008, i Taiwan den 12. juli 2008 og Kina i 2008.

### Omsætning
| Region         | Konsoller sendt  | Første udgivelse  |
| -------------- | ---------------- | ----------------- |
| Amerika        | 48,64 millioner  | 19. november 2006 |
| Japan          | 12,75 millioner  | 2. december 2006  |
| Andre regioner | 40,23 millioner  | 8. december 2006  |
| Hele verden    | 101,63 millioner |                   |

Siden lanceringen, har konsollens månedlige salgstal over hele verden, været højere end konkurrenternes. Ifølge NPD Group, er der i USA blevet solgt flere Wii-konsoller, end der blev solgt af Playstation 3 og Xbox 360 konsoller tilsammen i første halvdel af 2007. Denne føring er endda endnu større på det japanske marked, hvor konsollen for øjeblikket fører i flest solgte konsoller i alt, og den har næsten ugentligt fra lanceringen til november 2007, solgt dobbelt så mange konsoller som Playstation 3 og Xbox 360 har solgt tilsammen. I Australien slog Wii Xbox 360s rekord, som den hurtigst sælgende spillekonsol i Australiens historie. Den 12. september 2007 rapporterede Financial Times, at Wii havde overgået Xbox 360, som blev udgivet et år tidligere. Xboxen havde taget føringen som markedes mest solgte spillekonsol for denne generation, baseret ud fra nogle salgstal lavet af Enterbrain, NPD Group, og GfK. Det var første gang, at en Nintendo-konsol har har haft føringen som den mest solgte spillekonsol af sin generation, siden Super Nintendo Entertainment System (SNES). Nintendo gjorde opmærksom på, at der ville være en begrænset mængde Wii-konsoller i 2007, fordi firmaet producerer ca. 1,8 millioner Wii konsoller hver måned.
Ifølge NPD Group og Enterbrain var Wii, i 2007, den anden bedst-sælgende spillekonsol, lige efter Nintendo DS. I USA blev der solgt 6,29 millioner konsoller, og i Japan blev der solgt 3.629.361 spillekonsoller. Det samme år havde Wii solgt flere konsoller i Japan end Playstadion 3 i forholdet 3:1, mens Xbox 360, ifølge Enterbrain, havde solgt 257.841 konsoller i Japan. Ifølge oplysninger fra NPD Group har Wii solgt flere konsoller end Xbox 360 og Playstadion 3, i de fleste måneder siden Wii og PS3 blev udgivet. I USA har Wii solgt 10,9 millioner konsoller, og har dermed lagt sig i spidsen for denne generation af spillekonsoller. Ifølge NPD Group, har den endda overgået Xbox 360, som blev udgivet et år før Wii konsollen. I Japan har Wii overgået salget af Nintendo GameCube, Januar 2008; Wii har solgt 5.695.579 konsoller, 30. marts 2008, ifølge Enterbrain. Ifølge beregninger af Electronic Arts, blev der i Europa i 2006 solgt 0,7 millioner konsoller, og i 2007 4,8 millioner konsoller. Ifølge NPD Group, overgik Wii, Xbox 360 som den bedst-sælgende "næste generation"s spillekonsol i Canada, hvor Wii den 1. april 2008 havde solgt 813.000 konsoller, og var den bedst-sælgende spillekonsol i 13 af de seneste 17 måneder; i de første seks måneder af 2008, havde Wii solgt 318.000 konsoller i Canada, og havde overgået sin nærmeste konkurrent, Playstation 3, med næsten dobbelt så mange solgte konsoller. Ifølge NPD Group, har Wii den 1. august 2008 i Canada, solgt i alt 1.060.000 konsoller, og dermed gjort sig til den første spillekonsol i syvende generation, der har solgt mere end én million spillekonsoller i Canada; i de første syv måneder i 2008 har Wii overgået PS3 og Xbox 360, der tilsammen har solgt 376.000 konsoller i Canada. Nintendo regner med at de på verdensplan har solgt 50 millioner Wii konsoller til marts 2009.
Mens Microsoft og Sony har haft tab på produktionen af deres konsoller, i håbet om at få overskud på salg af software på længere sigt, har Nintendo efter forlydende overskud på hver enkel solgt Wii-konsol. Ifølge Financial Times varierer dette overskud af per solgte Wii-konsoll, fra $13 i Japan, til $49 i USA og $79 i Europa.

### Demografi
Nintendo håber at ramme en breddere målgruppe med deres konsol, end de andre spillekonsoller i syvende generation. På en pressekonferrence i 2006 for det kommende Nintendo DS-spil "Dragon Quest IX: Defenderes of the Sky" hævdede Satoru Iwata at "Vi tænker ikke på at konkurrere imod Sony, men på hvor mange mennesker vi kan få til at spille. Det vi tænker mest på, er ikke bærbare systemer, konsoller og så videre, men vi tænker i stedet på hvordan at vi kan få en masse nye folk til at spille videospil."
Dette er afspejlet i Nintendos reklameserie i Nordamerika, som er instrueret af prisvinderen Stephen Gaghan. Reklamesloganerne siger "Wii vil gerne spille" og "Oplev en ny måde at spille på". Disse reklamer startede den 15. november 2006 og havde et samlet budget på over 200 millioner dollars gennem hele året.
Produktionerne var Nintendos første store reklamestrategi og omfattede et to-minutters videoklip, som viser forskellige typer mennesker, som spiller på Wii-konsollen, heriblandt et bymenneske, en ranch-ejer, bedsteforældre, og en familie. Musikken i reklamerne er fra sangen "Kodo (Inside the Sun Remix)" af Yoshida Brothers. Salgskampagnen har vist sig at være succesfuld: Der er rapporter om, at pensionister i England på helt op til 103 år har spillet Wii. En rapport fra den engelske avis The People oplyste at den engelske Dronning Elizabeth II, har spillet på Wii-konsollen.

## Hardware

### Tekniske specifikationer
Nintendo har kun frigivet få tekniske detaljer om Wii-konsollen, men nogle få nøglefakta er sluppet ud til pressen. Skønt ingen af disse meldinger er blevet officielt bekræftet, peger de mest på, at konsollen er en udvidelse eller opgraderet udgave af Nintendo GameCubes opbygning. Mere præcist, oplyser de rapporterede analyser, at Wii er omtrent 1,5-2 gange så kraftig som dens forgænger. Wii benytter sig af et lagringssystem svarende til det, som GameCube har, og som bruger "block"-enheder snarere end bytes. Omregnet fra blocks til bytes, svarer det til ca. 8,12 blocks pr. megabyte.
| Processorer: - CPU: PowerPC-baseret "Broadway" processor, lavet med et 90nm SOI CMOS behandlet, efter forlydende† registreret på 729 MHz - GPU: ATI "Hollywood" GPU lavet med et 90 nm CMOS behandlet, efter forlydende† registreret på 243 MHz Hukommelse: - 88 MB Hovedhummelse (24MB "indre" 1T-SRAM integreret i grafik samlingen, 64MB "ydre" GDDR3 SDRAM) - 3MB indlejret GPU strukturhukommelse and "framebuffer". Porte og andre enheder: - Op til fire Wii Remote controllere (tilsluttet trådløst via Bluetooth) - Nintendo GameCube controller porte (4) - Nintendo GameCube hukommelseskort plads (2) - SD hukommelseskort plads - USB 2.0 porte (2) - Sensor Bar strømport - Tilbehørsport i bunden af Wii Remote - Valgfri USB tastatur-indgang i "message board", Wii Shop-kanal, og Internet-kanal (som er 3,0 og 3,1 firmware opdateret) - Mitsumi DWM-W004 WiFi 802.11b/g trådløs modul - Kompatibel med valgfrivUSB 2.0 til Ethernet LAN adapter - MultiAV output port til component, composite og S-Video Klassifikationer: - BBFC, CERO, ESRB, OFLC, OFLC (NZ), PEGI, USK | Lager: - 512MB indbygget NAND flashhukommelse - Udvidet hukommelse via SD-kort (op til 2GB) - Nintendo GameCube hukommelseskort (kræves til gemte GameCube-spil) - Slot-disk drev kompatibel med 8 cm Nintendo GameCube spil diske og 12 cm Wii optiske diske. - Mask ROM af Macronix Video: - 480p (PAL/NTSC), 480i (NTSC) eller 576i (PAL/SECAM), standard 4:3 og 16:9 anamorphic widescreen - MultiAV multi-output port til component, composite, S-video, RGB SCART og VGA Audio: - Main: Stereo – Dolby Pro Logic II-egnet - Controller: Indbygget højtalere Strømforbrug: - 18 watt når konsollen er tændt - 1,3 watt i standby |

†Ingen af registreringshastighederne er blevet bekræftet af Nintendo, IBM, eller ATI.

### Wii Remote
Wii Remote er den primære controller til konsollen. Den benytter sig af en forbindelse af indbyggede accelerometere og infrarøde stråler til at fornemme sin position i rummet, når man peger med den på Wiis sensor-bar. Dette giver brugeren mulighed for at kontrollere spillet ved fysiske håndbevægelser, eller ved hjælp af traditionelle knapper. Controlleren forbindes til konsollen via Bluetooth. Den har desuden en indre højtaler. Wii Remote kan forbinde til udvidelsesudstyr igennem en indlejret port på undersiden af kontrolleren. Wii Remote fås sammen med udvidelsen Nunchuk, som har et accelerometer og et traditionelt analog stik, med to aftrækkerknapper. I tillæg får man en fastgjort håndledsrem, som kan forhindre brugeren i komme til at tabe eller kaste Wii Remoten. På grund af fejl med remmene, tilbyder Nintendo nu gratis, stærkere erstatning til alle remme. Nintendo har også lige siden tilbudt Wii Remote omslag for at sikre et bedre greb, og beskyttelse.

### Tekniske problemer
Den første Wii System Software blev opdateret via WiiConnect24, fordi en meget lille andel af de første konsoller virkede ordentligt. Dette tvang forbrugerne til enten at sende deres konsoller til Nintendo til reparation (hvis de ønskede at beholde deres gemte data) eller bytte den gratis til en ny.
Med frigivelsen af dobbeltsidede Wii optiske diske, meddelte Nintedo i Amerika, at nogle Wii-konsoller nok havde svært ved at læse den høje tæthed grundet en snavset laserlinse. Nintendo tilbyder en gratis reparation for ejere, der har oplevet dette problem.
Wii Remote kan mistede forbindelsen til Wii-konsollen, og kræver at blive genstartet og gensynkroniseret. Nintendos supporthjemmeside giver instruktioner til denne proces, og til at løse relaterede problemer.

### Retslige problemer
Interlink Electronics indledte en åben retssag imod Nintendo om Wii Remotes styrefunktioner, og forlangte "nedsættelse af afgifter, reducerering af salget og/eller mistet overskud som et resultat af de overtrådte aktivitetet" af Nintendo. Advokatfirma Green Welling LLP indledte en klasse retssag imod Nintendo, for deres "defekte håndleds remme". Et Texas-baseret firma, der hedder Lonestar Inventions, har også sagsøgt Nintendo, med påstand om at Nintedo havde kopieret en af Lonestars patenterede kondensator-designs og brugt det i Wii-konsollen.
Anascape Ltd, et Texas-baseret firma, indledte også en retssag imod Nintedo for overtrædelse af patenter med hensyn til Nintendos controllere. I juli 2008 faldt en dom med forbud imod Nintendo, som forhindrede dem i at sælge ”Klassisk kontroller” i USA. Nintendo har dog fået lov, at sælge den klassiske kontroller mens dommen afventer.
Den 19. august 2008 indledte Hillcrest Laborantories Inc, sammen med USA International Handels Kommission, en klage imod Nintendo. Klagen hævdede at Wii Remote overtrådte tre af dens patenter. Et fjerde Hillcrest-patent på en grafisk brugerflade, som blev vist på tv, er også hævdet at være overtrådt. Hillcrest søger et forbud imod Wii-konsoller importeret til USA.

## Egenskaber
Konsollen indeholder mange muligheder fra dets hardware- og firmware-komponenter. Hardwaren tillader udvidelser igennem udvidelsesportene, mens firmwaren kan modtage periodiske opdateringer via WiiConnect24 tjenesten. 

### Wii Menu
Wii Menu-startsiden er designet i stil med tv-kanaler. Separate kanaler er vist grafisk i et gitter, og kan vælges ved brug af pege evnen fra Wii Remoten. Det er muligt at ændre opstillingen af kanaler, ved at holde A- og B-knapperne nede. Der er seks primære kanaler.Disk-kanalen, Mii-kanalen, Foto-kanalen, Wii Shop-kanalen, Prognose-kanalen og nyheds-kanalen. De sidste to var ikke til rådighed ved lanceringen, men kunne aktiveres igennem firmware opdateringer. Nye kanaler kan hentes fra Wii Shop-kanalen gennem WiiWare. Deriblandt, Everybody Votes-kanalen, Internet-kanalen, Check Mii Out-kanalen, og Nintendo-kanalen.

### Nintendo DS-forbindelse
Wii konsollen understøtter trådløs forbindelse mellem Wii og Nintendo DS uden noget ekstra tilbehør. Denne forbindelse tillader spilleren at bruge Nintendo DSs mikrofon og føleskærm som input til Wii spil. Det første eksempel Nintendo har vist hvor denne forbindelse mellem Wii og Nintendo DS bliver brugt, er i spillet Pokemon Battle Revolution. Spillere med enten Pokemon Diamond eller Pokemon Pearl som Nintendo DS spil, har mulighed for at bruge deres DS som controller. Nintendo frigav senere Nintendo-kanalen som tillader Wii-ejere at hente spildemoer eller ekstra dataer til deres Nintendo DS, i en proces lignende med en DS Download Station. Konsollen er også i stand til at udvide Nintendo DS-spil.

### Online forbindelse
Wii-konsollen er i stand til at få forbindelse til internettet gennem dens indbyggede 802.11b/g Wi-Fi eller gennem USB-til-Ethernet adapter, med begge metoder får brugeren adgang til den anerkendte Nintendo Wi-Fi forbindelses tjeneste. Trådløs omsætning til kode af WEP, WPA (TKIP/RC4) og WPA2 (CCMP/AES) er understøttet. AOSS understøttelse var diskret tilføjet i firmware 3.0. Ligesom med Nintendo DS, forlanger Nintendo ikke betaling for brug af tjenesten og den 12 cifrede venne kode kontrollere hvordan spillere forbinder til hinanden. Hver Wii-konsol har desuden deres egen unikke 16 cifrede Wii-kode til brug af Wiis ikke-spil muligheder. Systemet udfører også konsolbaserede software, deriblandt Wii Message Board. Man kan også få forbindelse til internettet via "third-party" udstyr.
Tjenesten har flere forskellige muligheder til konsollen, deriblandt "Virtual Console", "WiiConnect24", "Internet Channel", "Wii Forecast Channel", "Nintendo Channel", "Everybody Votes Channel", "Wii New Channel" og "Check Mii Out Channel". Konsollen kan også samarbejde og skabe forbindelse med andre Wii konsoller gennem, et selvudviklet trådløst LAN, som giver mulighed for lokal trådløs multiplayer på forskellige fjernsyn. Battalion Wars 2 demonstrerede først denne mulighed for ikke-splittet skærm multiplayer, mellem to eller flere fjernsyn.
Den 9. april 2008 annoncerede BBC at deres online BBC iPlayer ville være tilgængelig til Wii via "Internet Channel". Dette er kun tilgængeligt for folk i UK.

### Forældrekontrol
Konsollen indeholder forældrekontrol, som kan forhindre yngre brugere i at spille spil, der indeholder ting der anses for upassende for deres aldersgruppe. Når nogen forsøger at spille et Wii eller Virtual Console spil, læser den vurderingen, som er indkodet i spillet; hvis vurderingen er højere end den alder systemet er sat til, vil spillet ikke indlæse, uden en korrekt kode. Forældrekontrollen kan også begrænse internetadgang, hvilket blokere Internet Channel og systemopdateringer. Da konsollen kan skifte til GameCube-status, når man spiller GameCube-spil, er softwaren upåvirket af forældrekontrol-indstillingerne.
Europæiske konsoller bruger hovedsageligt PEGI vurderings systemet, hvorimod Nordamerikanske konsoller benytter sig af ESRB vurderings systemet. Wii konsoller understøtter det hjemlige vurderings system i mange lande, deriblandt CERO i Japan, USK i Tyskland, både PEGI og BBFC i United Kingdom og OFLC i Australien og New Zealand.

## Ekstern henvisning
- Wikimedia Commons har flere filer relateret til Wii
- Officielt websted Arkiveret 28. september 2006 hos  Wayback Machine
- Nintendos websted
- Dansk Nintendo websted